# Ena (予備校)
ena（エナ）は、株式会社学究社（がっきゅうしゃ、GAKKYUSHA CO.,LTD.）が運営している学習塾である。
enaは、education network associationの略称（頭字語）である。